# CoroCoro Comic
CoroCoro Comic (jap. コロコロコミック KoroKoro Komikku) – japoński miesięcznik z mangami kodomo-muke. Magazyn ukazuje się od 1977 roku, nakładem wydawnictwa Shōgakukan.
Średni nakład miesięcznika w 2016 roku oscylował w okolicach 827 000 egzemplarzy.

## Wydawane serie
Lista niektórych serii publikowanych w CoroCoro Comic:
| Tytuł | Autor               | Lata      |
| --- | ------------------- | --------- |
| Doraemon (jap. ドラえもん Doraemon)                                                                       | Fujiko Fujio        | 1969-1996 |
| Game Center Arashi (jap. ゲームセンターあらし Geimu Sentā Arashi)                                         | Mitsuru Sugaya      | 1978-1984 |
| Dash! Yonkurō (jap. ダッシュ!四駆郎 Dasshu! Yonkurō)                                                      | Zaurus Tokuda       | 1987-1992 |
| Piłkarze (jap. がんばれ!キッカーズ Ganbare, Kikkāzu!)                                                     | Noriaki Nagai       | 1985-1989 |
| Super Dan (jap. 炎の闘球児 ドッジ弾平 Honō no Tōkyūji: Dodge Danpei)                                      | Tetsuhiro Koshita   | 1989-1995 |
| Mistrzowie kaijudo (jap. デュエルマスターズ Dyueru Masutāzu)                                              | Shigenobu Matsumoto | 1999-2005 |
| Bakusō kyōdai let's & go!! (jap. 爆走兄弟レッツ&ゴー!! Bakusō Kyōdai Rettsu Endo Gō!!)                    | Tetsuhiro Koshita   | 1994-1999 |
| Kunio-kun (jap. おれは男だ!くにおくん Ore wa Otoko Da! Kunio-kun)                                         | Kosaku Anakubo      | 1991-1996 |
| B-Daman (jap. B-伝説!バトルビーダマン Bī-Densetsu! Batoru Bīdaman)                                        | Eiji Inuki          | 2002-2005 |
| Beyblade (jap. 爆転シュートベイブレード Bakuten Shūto Beiburēdo)                                          | Takao Aoki          | 1999-2004 |
| Korokke! (jap. コロッケ! Korokke!)                                                                        | Manavu Kashimoto    | 2001-2006 |
| Zettai zetsumei: denjarasu jii-san (jap. 絶体絶命でんぢゃらすじーさん Zettai Zetsumei: Denjarasu Jii-san) | Kazutoshi Soyama    | 2001-2010 |
| Inazuma 11 (jap. イナズマイレブン Inazuma Irebun)                                                         | Tenya Yabuno        | 2008-2011 |
| Keshikasu-kun (jap. ケシカスくん Keshikasu-kun)                                                           | Noriyuki Murase     | 2004-2011 |
| MegaMan NT Warrior (jap. ロックマンエグゼ Rokkuman Eguze)                                                 | Ryo Takamisaki      | 2001-2006 |
| BakuTech! Bakugan (jap. 爆TECH!爆丸 BakuTech! Bakugan)                                                    | Shingo              | 2010-2014 |
| Super Mario-kun (jap. スーパーマリオくん Sūpā Mario-kun)                                                  | Yukio Sawada        | 1990-     |
| Yo-kai Watch (jap. 妖怪ウォッチ Yōkai Wotchi)                                                             | Noriyuki Konishi    | 2013-     |
| 100% Pascal-sensei (jap. 100％パスカル先生 100% Pasukaru-sensei)                                          | Yūji Nagai          | 2015-     |